# Køge
Køge (alternativt Köge på svenska) är en stad på Själland i Danmark, med 38 155 invånare i tätorten (2021). Køge ligger vid Køge bugt, omkring 40 km söder om Köpenhamn. Køge är centralort i Køge kommun (med 61 475 invånare 2021). Bornholmslinjen har färjeförbindelse till Rønne på Bornholm. Køges äldsta hus är ett korsvirkeshus från 1524.

## Transporter
Køge är den sydligaste stationen på järnvägslinjen Køge Bugt-banen som trafikeras av Köpenhamns S-tåg. Dessutom passerar järnvägslinjen Lille Syd mellan Roskilde och Næstved. Køge är utgångsstation för regionaltågen på Østbanen till Faxe Ladeplads och Rødvig.